# Prêmio Gordon
O Prêmio Bernard M. Gordon foi intituido em 2001 pela Academia Nacional de Engenharia dos Estados Unidos (National Academy of Engineering (NAE). Seu objetivo é reconhecer líderes acadêmicos no desenvolvimento de novas abordagens educacionais em engenharia. O laureado recebe 500 mil dólares, sendo a metade destinada ao próprio e os outros 250 mil dólares dotados à sua instituição de trabalho, para suporte ao desenvolvimento acadêmico. Embora recentemente instituido, é reconhecido como equivalente ao Prêmio Nobel em engenharia.

## Laureados
- 2002: Eli Fromm
- 2004 Frank Barnes
- 2005 Edward Coyle, Leah Jamieson e William C. Oakes
- 2006 Jens Jorgensen, John Lamancusa, Lueny Morell, Allen Soyster e Jose Zayas-Castro
- 2007 Arthur Winston, Harold Goldberg e Jerome Levy
- 2008 Jacquelyn Sullivan e Lawrence Carlson
- 2009 Thomas Byers e Tina Seelig
- 2011 Edward Crawley
- 2012 Clive L. Dym, M. Mack Gilkeson e J. Richard Phillips
- 2013 Richard Miller, David Kerns, Jr. e Sherra Kerns